# Lovecraft & Witch Hearts
Lovecraft & Witch Hearts è la prima raccolta del gruppo musicale britannico Cradle of Filth, pubblicata il 13 maggio 2002 dalla Music for Nations.
Il primo disco contiene tracce incluse negli album pubblicati per la Music for Nations, il secondo diversi remix e alcune cover provenienti dalle edizioni limitate degli stessi.
Con questa raccolta si conclude il rapporto che legava la band alla casa discografica Music for Nations.

## Tracce
CD1 - Lovecraft
1. Creatures That Kissed in Cold Mirrors 03:01
2. Dusk and Her Embrace 06:08
3. Beneath the Howling Stars 07:27
4. Her Ghost in the Fog 06:25
5. Funeral in Carpathia (Be Quick or Be Dead Version) 08:07
6. The Twisted Nails of Faith 06:50
7. From the Cradle to Enslave 06:34
8. Saffron's Curse 06:23
9. Malice Through the Looking Glass 05:30
10. Cruelty Brought Thee Orchids 07:16
11. Lord Abortion 06:54

CD2 - Witch Hearts
1. Once Upon Atrocity 01:46
2. 13 Autumns and a Widow (Red October Mix) 07:14
3. For Those Who Died (Return to the Sabbat Mix) (Sabbat cover) 06:16
4. Sodomy and Lust (Sodom cover) 04:43
5. Twisting Further Nails 05:30
6. Amor e morte (Lycanthropy Mix) 07:15
7. Carmilla's Masque 02:53
8. Lustmord and Wargasm II 07:45
9. Dawn of Eternity (Massacre cover) 06:19
10. Of Dark Blood and Fucking (Stripped to the Bone Mix) 06:00
11. Dance Macabre 04:27
12. Hell Awaits (Slayer cover) 05:40
13. Hallowed Be Thy Name (Iron Maiden cover) 07:10